# Condado de Jim Hogg
O Condado de Jim Hogg é um dos 254 condados do estado norte-americano do Texas. A sede do condado é Hebbronville, e sua maior cidade é Hebbronville.
O condado possui uma área de 2943 km² (dos quais 0 km² estão cobertos por água), uma população de 5300 habitantes, e uma densidade populacional de 2 hab/km² (segundo o censo nacional de 2010).
O condado foi criado em 1913 e o seu nome é uma homenagem ao estadista Jim Hogg (1851-1906).